# Asociación Europea de Zoos y Acuarios
La Asociación Europea de Zoos y Acuarios (EAZA) es una organización de la comunidad de zoos y acuarios de Europa.
La pertenencia a EAZA está abierta a todos los zoos y acuarios del continente que cumplan o trabajen por cumplir con los requisitos de calidad que marca la asociación. Existen miembros en Austria (6), Bélgica	(9), Croacia(1), República Checa (13), Dinamarca (10), Estonia (1), Finlandia (3), Francia (49), Alemania (51), Grecia (1), Hungría (6), Irlanda (2), Israel (3), Italia (8), Letonia (1), Lituania (1), Países Bajos (15), Noruega (3), Polonia (11), Portugal (6), Rusia (4), Eslovaquia (2), Eslovenia (1), España (15), Suecia (13), Suiza (8), Turquía (3), Ucrania (1), Emiratos Árabes Unidos (1), y Reino Unido (49).
Su misión es promover la cooperación para promover la planificación regional de recogida y conservación de vida silvestre, principalmente a través de programas coordinados de reproducción de animales salvajes tales como el Programa Europeo de Especies en Peligro (EEP).
La organización también promueve la educación.
Contribuye a las reuniones pertinentes y los debates de organizaciones como Naciones Unidas, UICN, Unión Europea, CITES, etc. EAZA también asesora a la Unión Europea y otros órganos de representación como el Parlamento Europeo y el Consejo Europeo.